# Roberto Brant
Roberto Lúcio Rocha Brant (Belo Horizonte, 2 de maio de 1942) é um político brasileiro.
Foi ministro da Previdência e Assistência Social no governo do ex-presidente Fernando Henrique Cardoso.